# Diapaga Airport
Diapaga Airport är en flygplats i Burkina Faso. Den ligger i den östra delen av landet, 400 km öster om huvudstaden Ouagadougou. Diapaga Airport ligger 278 meter över havet.
Terrängen runt Diapaga Airport är platt. Närmaste större samhälle är Diapaga, 2,6 km norr om Diapaga Airport.
Omgivningarna runt Diapaga Airport är en mosaik av jordbruksmark och naturlig växtlighet. Runt Diapaga Airport är det ganska tätbefolkat, med 54 invånare per kvadratkilometer.